# سيدي محمد ولد سميدع
سيدي محمد ولد سميدع 1946 م أطار – 7 يناير 1970 م دكار.

## حياته
يساري تقدمي موريتاني  ينتمي إلى حركة الكادحين ولد سنة 1946 م في مدينة أطار عاصمة ولاية آدرار و فيها بدأ تعليمه  و من ثم توجه إلى مدينة روصو لإكمال تعليمه الثانوي، كان أبوه أحد رواد القومية العربية في موريتانيا و عمل مدرسا للغة العربية و رئيسا لنقاية المعلمين في ما بعد.

## نضاله
عرف الرفيق سميدع –كماكان زملائه ينادونه – بنضاله وعطائه ووقوفه إلى جانب الحق رغم الفترة القصيرة التي عاش حيث وافته المنية وهو في رعيان شبابه إلا أن حياته كانت حافلة بالنضال و العمل النقابي و مساندة القضايا العادلة و من أشهر مواقفه مطالبته بإدخال اللغة العربية في مناهج التعليم الموريتاني بعد الاستقلال و التي  تعرض بسببها فيما بعد للاعتقال في 4 يناير 1966 م إثر الاحتجاجات التي اندلعت بعد البيان الشهير الذي كتبه تسعة عشر موظفا  زنجيا من أهل الضفة رافضين استخدام العربية في العمل الإداري.
دخل السميدع السجن وفيه تعرف على أفراد المجموعة التي أصدرت البيان و خلص إلى قناعة مفادها أن  العدو الحقيقي للوحدة الوطنية هو الإستعمار بكل أشكاله, ولطرد المستعمر لا بد من توحيد الشعب بمختلف قومياته، و هذه الوحدة يجب أن تتم انطلاقا من القوى الحية، ولا بد لذلك من إقامة حركة وطنية قوية تقود هذا الحراك.
من المواقف التاريخية للشهيد السميدع وقوفه إلى جانب عمال المناجم في محنتهم  قبل و بعد ماصار يعرف  ببمذبحة الزويرات 1968 م  التي قتلت فيها عناصر الأمن الموريتاني تحت إمرة الضابط فياه ولد معيوف  ثمانية عمال بعد الاحتجاجات التي إندلعت في مدينة الزويرات لمطالبتهم بتحسين اوضاعهم المعيشية.
عمل السميدع مع زملائه بعد الاستقلال على ترسيخ ثقافة المساواة و القضاء على التراتبية الصارمة التي يعيشها المجتمع التقليدي الموريتاني.

## وفاته
اثر مرض غامض ألم به اضطر المناضل السميدع في نهاية 1969 إلى السفر خارج البلاد إلى السينغال لغرض الإستشفاء في يوم 7 يناير 1970م  وبشكل فاجئ صعدت روحه إلى بارئها رحمه الله، و قد نعته صحيفة  صيحة المظلوم  لسان حال التيار اليساري في موريتانيا.